# Mészáros András (színművész)
 Nem tévesztendő össze a 70-es évek filmjeiben szereplő Mészáros Andrással.
Mészáros András (Budapest, 1982. április 5. –) magyar színművész.

## Életpályája
2000–2003 között a Pesti Magyar Színiakadémia Művészeti Szakközépiskola diákja, majd 2006-ig Babarczy László osztályában a Kaposvári Egyetem Művészeti Főiskolai Kar első színművész szakának hallgatója volt.
2006–2010 között a zalaegerszegi Hevesi Sándor Színház, 2010–2012-ben a Centrál Színház, 2012 és 2013 között pedig a Thália Színház tagja volt. 2015-ben újra a Centrál Színházhoz szerződött.
Alternatív színházi produkciókban is részt vett, így például a Manna Produkció Kettős behatolás / Double penetration című előadásában a Cirko-Gejzír moziban.
Színpadi szerepei mellett látható filmekben – 2016-ban Kostyál Márk első játékfilmjének, a Kojot főszerepét kapta meg –, szinkronizál és hangjátékokban is hallható.

## Díjai
- 6. VAP Filmszemle – legjobb színész (Ne lépj a Ranchemre!, 2010-2011)[7]

## Színházi szerepei
A Színházi adattárban regisztrált bemutatóinak száma 2016. július 22-i lekérdezéskor: 28.
A Centrál Színházban
- Lewis-Sayer-Shields: Ma este megbukunk
- Ayckbourn: A Hang-villa titka – Albert, a kutya
- Neil Simon: Pletykafészek – Welch, rendőr őrmester
- Shakespeare: Sok hűhó semmiért – Boracchio

A Radnóti Színházban
- Csehov, Radnai Annamária: Platonov – Apátlanul – Oszip, lótolvaj[9]

A Rózsavölgyi Szalonban
- Ljudmila Ulickaja: Unokám, Benjamin – Vitya[10]

A Thália Színházban
- Oleg Presznyakov, Vlagyimir Presznyakov: Csónak – A szupermarket dolgozója (1. férfi, a Lays cég képviselője)[11]
- Alessandro Baricco, Gács Éva: Novecento – Tim Tooney[12]
- Jörg Hilbert-Felix Janosa: Rozsda lovag és a kísértet – Ólomláb király, az Elfuserált[13]

A Zsámbéki Színházi és Művészeti Bázison
- Szálinger Balázs: Köztársaság – Cirrus (2016)[14][15]

## Filmes, televíziós szerepei
- Millennium szobrásza (Zala György szobrászművész életét bemutató, dokumentum elemeket is tartalmazó játékfilm, 2009)[16]
- Dongó Erzsike és a megsavanyodott ménkű (kisjátékfilm, 2009)
- Ne lépj a Ranchemre! (2011)
- Marslakók (tévéfilm-sorozat, epizódok, 2012) – menedzser
- Garaczi László: EMKE – volt egyszer egy kávéház (színházi tévé-filmfelvétel, 2012) – Farkas Pali / Durmoll / Buláki[17]
- Bombaüzlet?! (színházi tévé-filmfelvétel, 2013)
- A tanú (színházi tévé-filmfelvétel, 2014) – Csetneki[18]
- Könyvajánló (kulturális-művészeti műsor, Duna, 2014)
- Zsaruk (dokureality-sorozat, TV2, 2014) – Harmos Dávid (rendőr főhadnagy)
- Kojot (2016) – Misi
- 200 első randi (2018-2019) – Undi Márk[19]
- Most van most (2019) – Tamás (vőlegény)
- Jófiúk (tévéfilm-sorozat, 2019) – Martos András[20]
- Drága örökösök (2020) – Bogdán Drakovic
- Doktor Balaton (2020–2022) – Dr. Balla-Tóth András[21]
- Drága örökösök – A visszatérés (2022–) – Bogdán Drakovic
- Gólkirályság (2023–) – Lovász Nobert "Norbi"
- 129 (2023) – Nicolas Cooper
- Hat hét (2023) – Gábor
- Pokoli rokonok (2025) – főnyomozó
- Hunyadi (2025) – Hunyadi Vajk
- BigBakShow (2025) – Bíró Robi

### Szinkronszerepei
Babysitting – A felvigyázó (francia komédia, 2014)

## Hangjátékok
- Rádiószínház – Egressy Zoltán: Idősutazás (Kossuth Rádió, 2013)
- Gion Nándor: Műfogsor az égből (2013)
- Rádiószínház – Amelyben Ekler Ágostra emlékezünk (Kossuth Rádió, 2013)
- Rádiószínház – Korunk gyermeke (Kossuth Rádió, 2013)
- Nagy András: Camille (2013)
- Rádiószínház – Fogságom naplója (Kossuth Rádió, 2013)
- Sultz Sándor: Megyünk haza! (2013)
- Móricz Zsigmond: Tündérkert (2014)
- Markovits Rodion: Az aranyvonat (2014)
- Rádiószínház – Rablóhalak (Kossuth Rádió, 2014) – Viktor
- Rejtő Jenő: A néma revolverek városa (2014)
- Rejtő Jenő: Vesztegzár a Grand Hotelben (2016)